# 大崎氏
大崎氏（おおさきし）は、陸奥大崎5郡を支配した大名。本姓は源氏。家系は清和源氏のひとつ、河内源氏の流れを汲む足利一門で、南北朝時代に奥州管領として奥州に下向した斯波家兼を始祖とする斯波氏の一族。
斯波氏の一族であることから、斯波大崎氏ともいう。さらに、支流には最上氏、天童氏などがある。

## 概要
斯波氏の一族である斯波家兼は若狭守護を務めるなど当初は畿内近円で活躍していたが、後に奥州管領に任じられ陸奥国に下向した。その嫡子の直持の代に、先祖の足利家氏が領していた下総国香取郡大崎（現・千葉県香取市大崎）に因んで苗字を「大崎」に改める。
室町時代初期において、足利氏の流れをくむ名門斯波氏の一族であり、奥州管領(後に奥州探題)職に就く大崎氏の権威と勢威は奥羽両国に及び、また、一族の最上氏には出羽一国を分掌させ、羽州探題として支配を確立した。伊達氏・南部氏・葛西氏などの奥州の有力国人は、探題である大崎氏を主君として敬い、参勤することを義務づけられていたと『余目氏旧記』に記されている。
しかし、奥州管領職を巡る吉良氏、畠山氏さらには石塔氏、石橋氏との足利氏の一門同士の抗争、北畠氏をはじめとする根強い南朝方の抵抗などで、実質支配できたのは大崎地方と陸奥国府周辺だけであった。
その後、以前より対立していた幕府と鎌倉府が和解し、鎌倉府が奥羽両国を管轄することになり、奥州管領が廃止され、大崎氏も他の有力国人と鎌倉府への参勤を勤めさせられる。しかし再び幕府と鎌倉府が対立すると大崎氏は幕府と結び、応永7年(1400年)には大崎詮持は奥州探題に任命され、鎌倉公方に対する謀反を謀るが露見して詮持は殺害された。
その後も大崎氏は奥州探題職を世襲するが、鎌倉府と幕府の対立の過程で、伊達氏、蘆名氏など有力国人は京都扶持衆として幕府と直接結び、各郡で守護並に強い権限を持っていたことから、その支配は非常に弱かった。そのため、大崎氏も大崎地方に割拠する一有力国人へと転落する。
さらに、戦国時代に入るとその権威と勢威を大きく失墜し、葛西氏などとの抗争もあって次第に衰退してゆく。そして第11代当主・大崎義直のときには家臣の古川氏などが反旗を翻す。この頃になると、もはや家臣団を統制する力すら失い、伊達稙宗の援助のもと、ようやく家臣団の反乱を鎮圧することはできたが、このために大崎氏と伊達氏の関係は完全に逆転し、実質的には伊達氏の服属下に置かれた。
そして義直の子・大崎義隆のときに分家筋にあたる出羽の最上義光の支援のもと、伊達氏から独立を目指して抗争を開始する。天正16年（1588年）に大崎義隆と伊達政宗との間で行われた大崎合戦では義隆は勝利したが、天正17年（1589年）に摺上原の戦いで蘆名氏が滅び、政宗が名実共に奥州の覇者となると、政宗の圧迫を受けて、伊達氏に臣従した。
天正18年（1590年）、豊臣秀吉の小田原征伐に義隆は参陣しなかったため、所領を没収され改易される。そこで義隆は上洛、石田三成を介して所領の回復を求め、同年12月18日に本知行を検地の上、三分の一を宛うという朱印状を豊臣秀吉から得ていたのだが、その頃、国元では名門再興を願う大崎氏遺臣による葛西大崎一揆が起こっており、家名再興は遂に果たされることなく大崎氏は滅亡した。

## 大崎氏歴代当主
1. 斯波家兼
  - 最上兼頼（家兼の次男。最上氏の祖）
2. 大崎直持
3. 大崎詮持
4. 大崎満詮
5. 大崎満持
6. 大崎持詮（定詮、満詮）
7. 大崎教兼（持兼）
8. 大崎政兼
9. 大崎義兼
10. 大崎高兼
11. 大崎義直
12. 大崎義宣（伊達稙宗の次男。歴代当主に含まない場合もある）
13. 大崎義隆

## 大崎氏傘下の人物
黒川氏
- 黒川晴氏　支流の最上氏の分家筋にあたる。伊達氏の傘下に入ったが、伊達氏が大崎攻めを行うと大崎方に転じて、伊達軍を散々に破る。

宮崎氏
- 宮崎隆治
- 宮崎隆親

氏家氏（氏家直元と同族）
- 氏家吉継
- 氏家隆継

仁木氏
- 仁木高家

一迫氏
- 一迫隆真

一栗氏
- 一栗放牛
- 一栗高春

米泉氏
- 米泉直行
- 米泉長行

伊庭野氏
- 伊庭野外記
- 伊庭野惣八郎

新井田氏
- 新井田隆景

古川氏
- 古川持熙
- 古川忠隆

湯山氏
- 湯山隆信
- 湯山雅楽允
- 湯山基綱

その他
- 南条隆信
- 四釜隆秀
- 内崎氏（内ヶ崎氏とも）
- 中目氏
- 師山氏
- 沼部隆茂
- 中新田氏
- 平柳氏